# Mistrovství Evropy v zápasu řecko-římském 2003
Mistrovství Evropy v zápasu řecko-římském 2003 se konalo v Bělehradě, Srbsko a Černá Hora.

## Výsledky

### Muži
| Kategorie | Zlato           | Stříbro            | Bronz                |
| --------- | --------------- | ------------------ | -------------------- |
| 55 kg     | Marian Sandu    | Roman Amojan       | Olexi Vakulenko      |
| 60 kg     | Armen Nazarjan  | Suren Gevorgjan    | Rustem Mambetov      |
| 66 kg     | Şeref Eroğlu    | Armen Vardanjan    | Serguei Kuntarev     |
| 74 kg     | Alexei Glushkov | Aliaxandr Kikiniou | Serkan Özden         |
| 84 kg     | Alexej Mišin    | Levon Gegamjan     | Muchran Vachtangadze |
| 96 kg     | Ramaz Nozadze   | Mirko Englich      | Davit Saldadze       |
| 120 kg    | Juha Ahokas     | Mihály Deák-Bárdos | Xenofón Kutsiumbas   |